# Irounefer
Irounefer est un artisan égyptien de Deir el-Médineh (vallée des Nobles).

## Sépulture
Irounefer a une tombe (TT290) à Deir el-Médineh qui a été dépouillée de presque tout dans l'Antiquité.

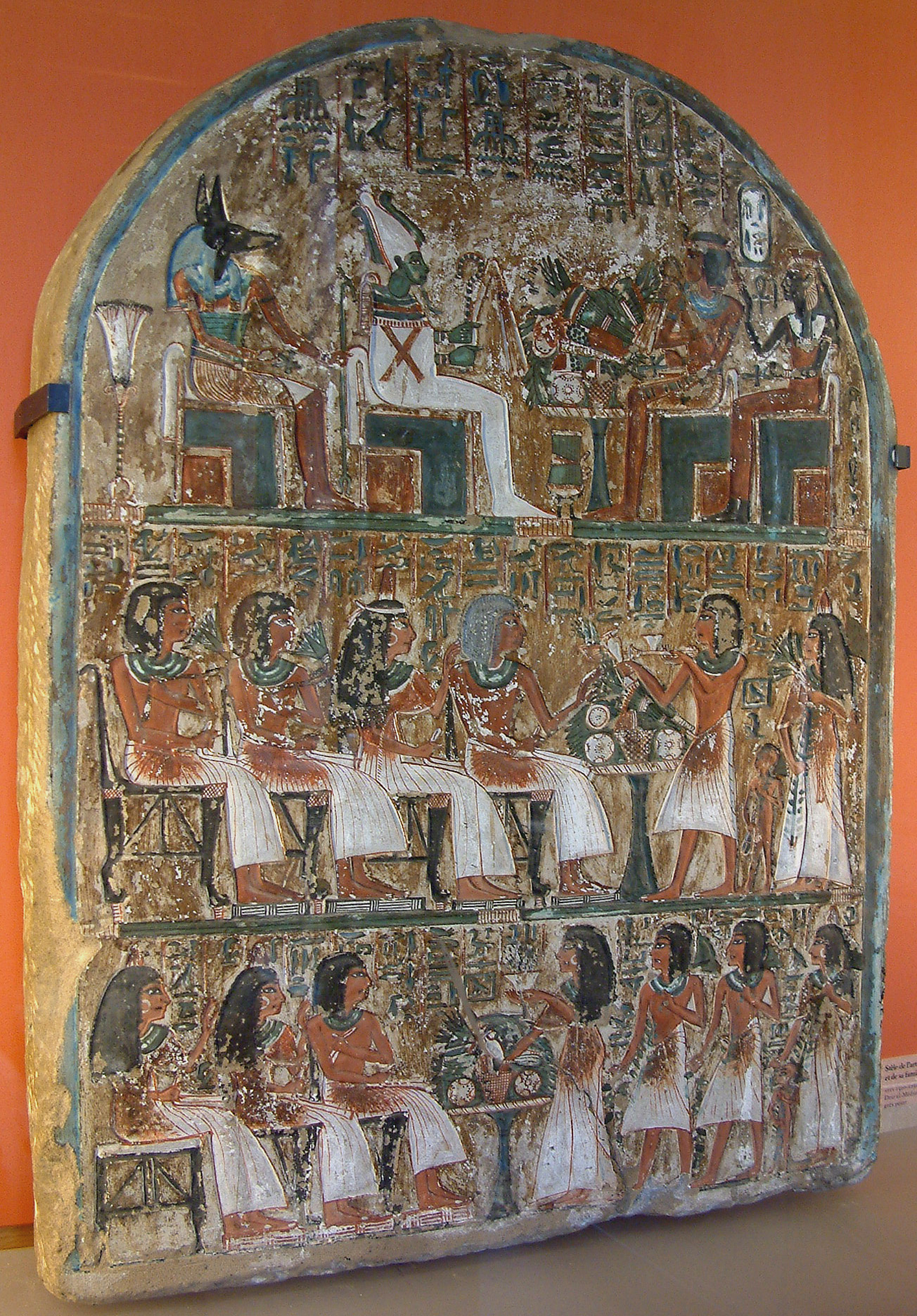
Stèle d'Irynéfer et de sa famille.Sous le cintre, de gauche à droite : Anubis, Osiris, Amenhotep Ier et sa mère Ahmès-Néfertary.Grès, époque du Nouvel Empire.

Le complexe funéraire d'Irounefer se compose d'une chapelle d'offrandes en surface construite en briques crues et d'une chambre funéraire taillé dans la roche ; cette chambre est rectangulaire avec un plafond voûté en berceau. Une plate-forme pour les sarcophages d'Irounefer, et peut-être de sa femme Méhytkhati, a été créée par l'élévation du sol 